# Tomasz Kiczyński
Tomasz Kiczyński (ur. 30 grudnia 1977) – polski bokser, medalista mistrzostw Polski, reprezentant Polski.

## Życiorys
Boks zaczął uprawiać w 1989, od 1993 był zawodnikiem Startu Grudziądz, w 1996 został zawodnikiem Gwardii Warszawa. W 1994 został wicemistrzem Polski juniorów kategorii 63,5 kg, w 1995 wicemistrzem Polski juniorów kategorii 67 kg, w 1996 młodzieżowym mistrzem Polski w kategorii 67 kg, w 1997 młodzieżowym mistrzem Polski  kategorii 71 kg. Na mistrzostwach Polski seniorów zdobył dwa brązowe medale w wadze lekkośredniej (71 kg)(1999 i 2000).
Stoczył 153 walki, z których wygrał 112, zremisował siedem. Zakończył karierę sportową w 2000.